# Brug 387
Brug 387 is een vaste brug in Amsterdam-Centrum.
De brug overspant het Open Havenfront aan de westzijde. Het stelt voetgangers en fietsers in de gelegenheid in één keer vanaf de westzijde van het Stationsplein en de oostelijke kade van de Westertoegang over te steken naar de Prins Hendrikkade. De brug waarvan de plannen teruggaan tot 1989/1990 werd aangelegd in één pakket met de bouw van het hoofdkantoor en hotel van Wagons-Lits. Er werden wel wat eisen gesteld. De fundamenten mochten niet in de weg komen te liggen van toekomstige ontwikkelingen in het Amsterdamse metrostelsel. Bovendien moest de overspanning aan de brede kant zijn, want rondvaartboten moesten de Westertoegang in kunnen draaien (dit werd bereikt door over de doorvaart van 15 meter een hoogte hebben van 2,18+ NAP). Het esthetisch ontwerp kwam van Benthem Crouwel Architekten (uiteraard ook van het kantoor en hotel), het technisch gedeelte van Ingenieurs Bureau Amsterdam (IBA). Benthem Crouwel kwam met een dubbele metalen boogconstructie, waarvan de pijlers flink uiteenstaan, bijna direct tegen de walkanten. Die pijlers dragen tevens de lantaarns die zowel brug als constructie als de omgeving verlichten. De pijlers en de lage constructies zijn tegen aanvaring beschermd door een soort dukdalven. De balustraden staan enigszins naar binnen. De brug staat bekend als kuitenbijter voor fietsers, omdat ze behoorlijke stijgingspercentages (over korte afstand) kent. De brug is door die hellingen nauwelijks geschikt voor minder validen. Aan de zuidkant landt ze op het voet- en fietspad van de Prins Hendrikkade. De voetgangers en fietsers kunnen hier kiezen tussen de verkeersstroom noord-zuid, die onder de Haringpakkersbrug door gaat. Verkeer naar oost gaat eveneens via die onderdoorgang. Verkeer naar west moet hier linksaf en dan via een scherpe bocht alsnog de Haringpakkersbrug beklimmen. De scheiding tussen voet- en fietspad op de brug is alleen door een verflint aangegeven.
De brug werd eind 1992 geopend en verkreeg in 1994 de Staalprijs. Voorts zette de brug een trant van bruggenbouw in gang, die de stad kon toepassen in de nieuwe wijken die gebouwd werden zoals De Aker en IJburg. Het ontwerp van hotel wees juist de andere richting op, men vond het niet passen in deze omgeving, maar de weerstand verdween in de loop der jaren ook. Het gebouw staat bekend als Zilveren Toren. Direct ten oosten van de brug ligt de fietsflat die eind 2023 zal worden verwijderd.
Het constructieve/technische ontwerp van deze brug is gemaakt door ing. P.B. Kraan van het IBA.

## Afbeeldingen

Brug 387, gezien vanaf de westkant van Centraal Station; foto april 2023.

<<< · 300 · 301 · 302 · 303 · 304 · 305 · 306 · 307 · 308 · 309 · 310 · 311 · 312 · 313 · 314 · 315 · 316 · 317 · 318 · 320 · 321 · 322 · 323 · 324 · 325 · 327 · 328 · 330 · 331 · 332 · 333 · 334 · 335 · 336 · 337 · 338 · 339 · 340 · 341 · 342 · 343 · 344 · 345 · 346 · 347 · 348 · 349 · 350 · 351 · 352 · 353 · 354 · 355 · 356 · 357 · 358 · 359 · 360 · 361 · 362 · 363 · 364 · 365 · 366 · 367 · 368 · 371 · 372 · 373 · 374 · 375 · 376 · 377 · 378 · 379 · 380 · 381 · 382 · 383 · 385 · 386 · 387 · 388 · 389 · 390 · 391 · 392 · 393 · 394 · 395 · 396 · 397 · 398 · 399 · >>>
Brugnummers 319, 326, 329 (tijdelijke duiker in de Ringspoordijk), 369, 370, 384 zijn niet (meer) vergeven.